# Minna Pelkonen
Minna Pelkonen (1966) è un'ex sciatrice alpina finlandese.

## Biografia
Specialista delle prove tecniche, la Pelkonen vinse la medaglia di bronzo nello slalom speciale ai Mondiali juniores di Auron 1982, dove si classificò anche 22ª nello slalom gigante; nella successiva rassegna iridata giovanile di Sestriere 1983 fu 12ª nello slalom speciale. Non prese parte a rassegne olimpiche né ottenne piazzamenti in Coppa del Mondo o ai Campionati mondiali.

## Palmarès

### Mondiali juniores
- 1 medaglia:
  - 1 bronzo (slalom speciale ad Auron 1982)